# Fritillaria stenanthera
Fritillaria stenanthera là một loài thực vật có hoa trong họ Liliaceae. Loài này được (Regel) Regel miêu tả khoa học đầu tiên năm 1883.